# Kościół św. Mikołaja w Siedlcu
Kościół św. Mikołaja w Siedlcu – murowany rzymskokatolicki kościół parafialny zlokalizowany w Siedlcu (gmina Kostrzyn, województwo wielkopolskie). Do rejestru zabytków został wpisany 22 grudnia 1932 pod numerem 2441/A.

## Historia i architektura

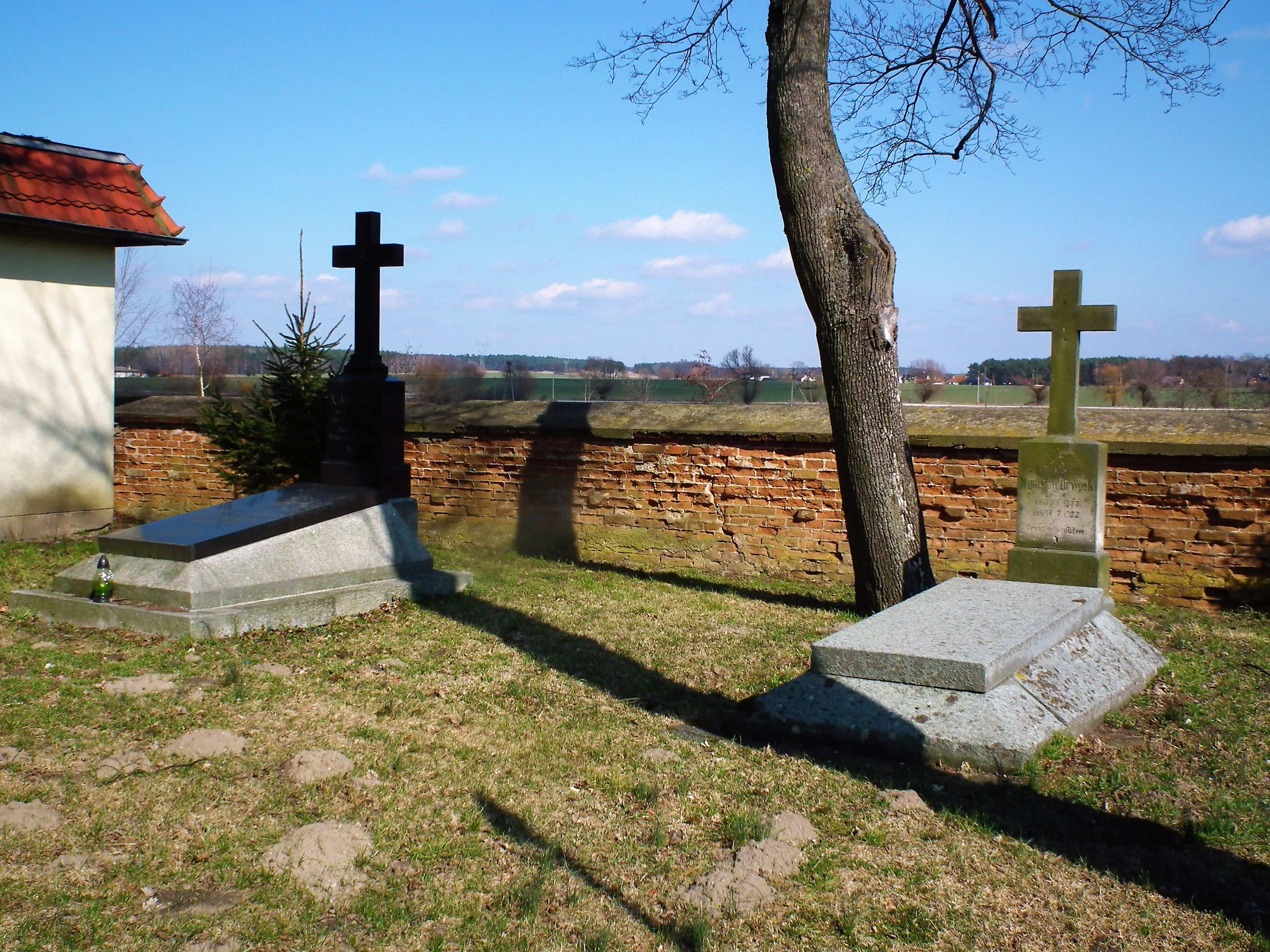
Przykościelne nagrobki proboszczów

W 1260 wieś należała do Zakonu Maltańskiego i około tego roku wybudowano tu pierwszy, drewniany kościół (spłonął on w 1725). Obecną, późnobarokową świątynię z cegły palonej wzniesiono w latach 1770-1775, a jej fundatorem był Antoni Krzycki (budowę dokończyła jego małżonka - Franciszka ze Skoraszewskich, a ich oboje upamiętnia tablica na wschodniej ścianie obiektu). Ma założenie centralne i jest jednonawowy. Owalna nawa przykryta jest sklepieniem kopulastym. Od wschodu do nawy przylega prezbiterium wraz z zakrystią. Wieża i krótkie przęsło z chórem przylega do nawy od zachodu. Na wieży, od frontu, umieszczona jest tarcza zegarowa z 1887.

## Wnętrze
Oryginalne wyposażenie świątyni nie zachowało się. Obecne pochodzi z drugiej połowy XVIII wieku, choć nie jest ono pierwotne. Ściany pokrywa polichromia z 1958. Wewnątrz stoją trzy ołtarze: Matki Boskiej Niepokalanie Poczętej, św. Mikołaja i św. Judy Tadeusza. XIX-wieczne organy są w bardzo złym stanie technicznym. W wieży wiszą trzy dzwony. Dwa z nich pochodzą z 1978 i zostały poświęcone przez arcybiskupa Jerzego Strobę. Obecnie są one nieużywane z uwagi na zagrożenie konstrukcji wieży. 

## Otoczenie
Kościół otacza mur. Wewnątrz murów znajdują się stare nagrobki. Spoczywają tu m.in.: ks. proboszcz Stanisław Drwęski (ur. 30.4.1877, zm. 17.7.1922) i ks. Józef Borys (ur. 15 marca 1839, zm. 12 września 1906). Obok znajduje się głaz z osoczem wypływającym z figury Chrystusa Zmartwychwstałego w Medziugorie.
Kościół od reszty wsi oddziela przekop dwupasmowej drogi krajowej nr 92. Dojście zapewnia kładka dla pieszych.